# اشنان پرگل
اُشنان پرگل، اشنان جنوبی (نام علمی: Seidlitzia florida) نام یک گونه از سرده اشنان است. اشنان در ایران دو گونه گیاه علفی یکساله و درختچه ای به نام اشنان و اشنان پرگل دارد.